# Hàn Thế Thành
Hàn Thế Thành (Vietnã, 1972) é um cientista da computação vietnamita e autor do pdfTeX, uma extensão do programa de composição tipográfica TeX.

## Vida
Hàn Thế Thành mudou-se para a Tchecoslováquia em 1990, e lá estudou de 1991 a 2001 na Universidade Masaryk, em Brno .
Quando Thành quis escrever sua tese de mestrado sobre sistemas de tipografia em 1994, seu professor Jiří Zlatuška, um usuário e desenvolvedor ativo de TeX, teve a ideia de reescrever o TeX com uma linguagem declarativa, como por exemplo o Prolog, como parte do trabalho e, posteriormente, para desenvolvimento para uso. No entanto, mais tarde ficou claro que seria uma tarefa muito difícil e extensa para um único aluno, e Zlatuška alterou o tema da tese para O Sistema TeX e o Formato de Documento Portátil. O objetivo era mudar o TeX para que ele pudesse gerar arquivos PDF diretamente. Zlatuška recebeu essa sugestão durante discussões com Donald E. Knuth e Philip Taylor na Universidade de Stanford. O resultado foi uma versão operacional preliminar do pdfTeX, com o qual Thành obteve seu mestrado em ciência da computação em 1996.
Ao procurar um tópico ligado a composição textual para seu projeto de doutorado iniciado em 1996, seu orientador Jiří Zlatuška sugeriu adicionar capacidades microtipográficas ao recém-desenvolvido pdfTeX. Quando apresentou sua dissertação Extensões Microtipográficas do Sistema TeX, o pdfTeX estava totalmente operacional. Thành, que assim obteve o título de doutor, fez uma significativa contribuição para a pesquisa básica em tipografia digital com seus recursos microtipográficos recém-introduzidos.
Após completar seu doutorado, Thành voltou ao Vietnã e trabalhou na Universidade de Educação da cidade de Ho Chi Minh, onde ministrou cursos introdutórios de programação e trabalhou como administrador de rede.
Thành foi fundamental no desenvolvimento do VnTeX, uma coleção de macros e fontes que permitem a criação de documentos no idioma vietnamita.
Hàn Thế Thành mora em Bielefeld com sua esposa desde 2006.

## Publicações
- Microtypographic extensions to the TeX typesetting system.(Dissertação na Faculdade de Ciência da Computação, Masaryk University, Brno, outubro de 2000), TUGboat, Volume 21 (2000), No. 4, pp. 317-434, ISSN 0896-3207 .
- The Joy of TeX2PDF – Acrobatics with an Alternative to DVI Format. (com Petr Sojka, Jiří Zlatuška), TUGboat, Volume 17 (1996), No. 3, pp. 244-251, ISSN 0896-3207 .
- The pdfTEX user manual. (com Sebastian Rahtz), TUGboat, Volume 18 (1997), No. 4, pp. 249-254, ISSN 0896-3207 .
- Improving TeX’s Typeset Layout. TUGboat, Volume 19 (1998), No. 3, pp. 284-288, ISSN 0896-3207 .
- Margin Kerning and Font Expansion with pdfTeX. TUGboat, Volume 22 (2001), No. 3, pp. 146-148, ISSN 0896-3207 .